# Horoya AC
El Horoya Athlétique Club es un equipo de fútbol de Guinea que juega en el Campeonato Nacional de Guinea, la liga principal de fútbol en el país.
Fue fundado en 1975 en la capital Conakri.

## Palmarés

### Torneos Nacionales
- Campeonato Nacional de Guinea (21): 1986, 1988, 1989, 1990, 1991, 1992, 1994, 2000, 2001, 2011, 2012, 2013, 2015, 2016, 2017, 2018, 2019, 2021, 2022, 2025

- Copa Nacional de Guinea (9): 1989, 1994, 1995, 1999, 2013, 2014, 2016, 2018, 2019

- Supercopa de Guinea (6): 2012, 2013, 2016, 2017, 2018, 2022

### Torneos internacionales (2)
- Recopa Africana (1): 1978.

- Campeonato de Clubes de la WAFU (1): 2009 (No oficial)

## Participación en competiciones internacionales

### CAF

#### Liga de Campeones de la CAF
| Temporada | Ronda            | Club                      | Local | Visita | Global       |
| --------- | ---------------- | ------------------------- | ----- | ------ | ------------ |
| 2000      | Ronda Preliminar | SC Bissau                 | 2-0   | 1-1    | 3-1          |
| 2000      | Primera Ronda    | Hearts of Oak             | 2-2   | 1-2    | 3-4          |
| 2002      | Ronda Preliminar | Wallidan                  | 1-1   | 0-3    | 1-4          |
| 2012      | Ronda Preliminar | Ports Authority           | 1-0   | 0-0    | 1-0          |
| 2012      | Primera Ronda    | MAS Fez                   | 1-1   | 0-3    | 1-4          |
| 2013      | Ronda Preliminar | Séwé Sports               | 0-0   | 0-3    | 0-3          |
| 2014      | Ronda Preliminar | FC Nouadhibou             | 3-0   | 1-1    | 4-1          |
| 2014      | Primera Ronda    | Raja Casablanca           | 1-0   | 1-1    | 2-1          |
| 2014      | Segunda Ronda    | Sfaxien                   | 0-1   | 0-2    | 0-3          |
| 2016      | Ronda Preliminar | AS Douanes                | 4-0   | 0-0    | 4-0          |
| 2016      | Primera Ronda    | ZESCO United              | 2-0   | 1-4    | 3-4          |
| 2017      | Ronda Preliminar | US Gorée                  | 2-1   | 0-0    | 2-1          |
| 2017      | Primera Ronda    | Espérance de Tunis        | 2-1   | 1-3    | 3-4          |
| 2018      | Ronda Preliminar | AS FAN                    | 0-0   | 1-3    | 1-3          |
| 2018      | Primera Ronda    | Génération Foot           | 2-1   | 2-0    | 4-1          |
| 2018      | Fase de grupos   | Wydad Casablanca          | 1-1   | 0-2    | 2° lugar     |
| 2018      | Fase de grupos   | Mamelodi Sundowns         | 2-2   | 0-0    | 2° lugar     |
| 2018      | Fase de grupos   | Togo-Port                 | 2-1   | 2-1    | 2° lugar     |
| 2018      | Semifinales      | Al-Ahly                   | 0-0   | 0-4    | 0-4          |
| 2018-19   | Ronda Preliminar | Barrack Young Controllers | 1-0   | 1-0    | 2-0          |
| 2018-19   | Primera Ronda    | Al-Nasr Benghazi          | 6-2   | 0-3    | 6-5          |
| 2018-19   | Fase de grupos   | Espérance de Tunis        | 1-1   | 0-2    | 2° lugar     |
| 2018-19   | Fase de grupos   | Orlando Pirates           | 2-1   | 0-3    | 2° lugar     |
| 2018-19   | Fase de grupos   | Platinum                  | 2-0   | 1-0    | 2° lugar     |
| 2018-19   | Cuartos de final | Wydad Casablanca          | 0-0   | 0-5    | 0-5          |
| 2019-20   | Ronda Preliminar | Stade Malien              | 1-0   | 1-1    | 2-1          |
| 2019-20   | Primera Ronda    | JS Kabylie                | 2-0   | 0-2    | 2-2 (3-5 p.) |
| 2020-21   | Primera Ronda    | RC Abidjan                | 1-0   | 1-1    | 2-1          |
| 2020-21   | Fase de grupos   | Wydad Casablanca          | 0-0   | 0-2    | 3° lugar     |
| 2020-21   | Fase de grupos   | Kaizer Chiefs             | 2-2   | 0-0    | 3° lugar     |
| 2020-21   | Fase de grupos   | Petro Atlético            | 2-0   | 1-0    | 3° lugar     |
| 2021-22   | Segunda Ronda    | Stade Malien              | 2-1   | 1-0    | 3-1          |
| 2021-22   | Fase de grupos   | Raja Casablanca           | 2-1   | 0-1    | 4° lugar     |
| 2021-22   | Fase de grupos   | Sétif                     | 0-1   | 2-3    | 4° lugar     |
| 2021-22   | Fase de grupos   | AmaZulu                   | 1-1   | 0-1    | 4° lugar     |
| 2023-24   | Primera ronda    | Medeama                   | 2-1   | 1-3    | 3-4          |

#### Copa Africana de Clubes Campeones
| Temporada | Ronda         | Club               | Local | Visita | Global       |
| --------- | ------------- | ------------------ | ----- | ------ | ------------ |
| 1986      | Primera Ronda | Invincible Eleven  | 4-0   | 1-3    | 5-3          |
| 1986      | Segunda Ronda | Hearts of Oak      | 1-2   | 0-2    | 1-4          |
| 1987      | Primera Ronda | Mighty Barrolle    | 0-0   | 1-2    | 1-2          |
| 1989      | Primera Ronda | Djoliba AC         | 0-0   | 0-1    | 0-1          |
| 1992      | Primera Ronda | Espérance de Tunis | 2-0   | 0-2    | 2-2 (5-4 p.) |
| 1992      | Segunda Ronda | ASEC Mimosas       | 1-2   | 0-4    | 1-6          |
| 1993      | Primera Ronda | KAC Marrakech      | 1-0   | 0-5    | 1-5          |
| 1995      | Primera Ronda | Stade Malien       | 1-1   | 0-1    | 1-2          |

#### Copa Confederación de la CAF
| Temporada | Ronda             | Club              | Local | Visita | Global       |
| --------- | ----------------- | ----------------- | ----- | ------ | ------------ |
| 2014      | Tercera Ronda     | Étoile du Sahel   | 0-0   | 0-1    | 0-1          |
| 2015      | Ronda Preliminar  | Fassell           | 1-0   | 3-3    | 4-3          |
| 2015      | Primera Ronda     | ASO Chlef         | 1-0   | 0-1    | 1-1 (4-5 p.) |
| 2017      | Ronda de Play-Off | IR Tanger         | 2-0   | 2-3    | 4-3          |
| 2017      | Fase de grupos    | Mazembe           | 1-1   | 1-2    | 3º lugar     |
| 2017      | Fase de grupos    | Supersport United | 0-0   | 2-2    | 3º lugar     |
| 2017      | Fase de grupos    | CF Mounana        | 1-0   | 1-0    | 3º lugar     |
| 2019-20   | Play-Off          | Bandari           | 4-2   | 1-0    | 5-2          |
| 2019-20   | Fase de grupos    | Al-Nasr Benghazi  | 3-0   | 2-0    | 1° lugar     |
| 2019-20   | Fase de grupos    | Djoliba AC        | 1-0   | 0-0    | 1° lugar     |
| 2019-20   | Fase de grupos    | Bidvest Wits      | 2-1   | 0-0    | 1° lugar     |
| 2019-20   | Cuartos de final  | Enyimba           | 2-0   | 1-1    | 3-1          |
| 2019-20   | Semifinales       | Pyramids          | 0-21  | 0-21   | 0-21         |

1- Serie jugada a partido único en Marruecos por la Pandemia de Covid-19 en África.

#### Copa CAF
| Temporada | Ronda         | Club               | Local | Visita | Global   |
| --------- | ------------- | ------------------ | ----- | ------ | -------- |
| 1997      | Primera Ronda | Chabab Mohammédia  | 0-0   | 1-2    | 1-2      |
| 1998      | Primera Ronda | Real Tamale United | 1-1   | 2-1    | 3-2      |
| 1998      | Segunda Ronda | RS Settat          | 1-1   | 1-3    | 2-4      |
| 1999      | Primera Ronda | USM Alger          | 3-2   | 1-2    | 4-4 (v.) |

#### Recopa Africana
| Temporada | Ronda            | Club               | Local | Visita | Global       |
| --------- | ---------------- | ------------------ | ----- | ------ | ------------ |
| 1978      | Primera Ronda    | Shooting Stars     | 3-0   | 1-3    | 4-3          |
| 1978      | Cuartos de final | Caïman de Douala   | 4-1   | 3-3    | 7-4          |
| 1978      | Semifinales      | RC Kadiogo         | 1-0   | 2-3    | 3-3 (v.)     |
| 1978      | Final            | MA Hussein Dey     | 2-1   | 3-1    | 5-2          |
| 1979      | Segunda Ronda    | Bai Bureh Warriors | 3-0   | 1-0    | 4-0          |
| 1979      | Cuartos de final | CM Belcourt        | 3-1   | 3-0    | 6-1          |
| 1979      | Semifinales      | Gor Mahia          | 0-2   | 0-1    | 0-3          |
| 1980      | Segunda Ronda    | OC Agaza           | 0-0   | 0-0    | 0-0 (1-2 p.) |
| 1983      | Primera Ronda    | Bai Bureh Warriors | 3-2   | 1-0    | 4-2          |
| 1983      | Segunda Ronda    | ASF Police         | 2-1   | 1-0    | 3-1          |
| 1983      | Cuartos de final | Green Buffaloes    | 2-0   | 0-1    | 2-1          |
| 1983      | Semifinales      | Arab Contractors   | 0-1   | 0-3    | 0-4          |
| 1984      | Primera Ronda    | Enugu Rangers      | w.o.1 | w.o.1  | w.o.1        |
| 1985      | Primera Ronda    | Wallidan           | 2-0   | 0-1    | 2-1          |
| 1985      | Segunda Ronda    | Leventis United    | 1-1   | 0-0    | 1-1 (v.)     |
| 1996      | Primera Ronda    | CR Belouizdad      | 2-0   | 2-5    | 4-5          |

1- Horoya AC abandonó el torneo por la muerte del presidente de Guinea Ahmed Sekou Touré.

### WAFA
- Campeonato de Clubes del Oeste de África: 1 aparición

2009 - Campeón

## Jugadores

### Jugadores destacados
- Kerfalla Bangoura
- Khadim N'Diaye

## Entrenadores
- Amara Traore (noviembre de 2013-abril de 2014)[5][6]
- Théophile Boa (mayo de 2014-febrero de 2015)[7][8][9]
- Chérif Souleymane (interino- febrero de 2015)[8][9]
- Lapé Bangoura (marzo de 2015-diciembre de 2015)[10][11]
- Victor Zvunka (diciembre de 2015-octubre de 2018)[12][13]
- Patrice Neveu (octubre de 2018-marzo de 2019)[14][15]
- Didier Gomes Da Rosa (marzo de 2019-noviembre de 2019)[16][4]
- Lamine N'Diaye (noviembre de 2019-)[4]